# 추성렬
추성렬(秋成烈, 1887년 2월 13일 ~ 1970년 9월 9일)은 대한민국의 독립운동가이다. 본관은 추계(秋溪). 호(號)는 추산(樞汕)이며 아명(兒名)은 추은열(秋誾悅)이고 6세 시절 1892년 추성춘(秋成瑃)으로 개명(改名)하였으며 1년 후 1893년 추성렬(秋成烈)로 재개명(再改名)하였다.

## 생애

### 일생
1906년에서 1908년까지 대한제국 충청북도 음성군 예하 군서기관이라는 관료 직위를 지낸 그는 이후 1919년 4월 1일, 3.1 독립 만세 운동의 음력 거사 시위를 시행, 충청북도 음성군(忠淸北道 陰城郡) 소이면(蘇伊面) 한천(漢川) 시장에 운집한 군중들에게 대한 독립 만세 시위의 당위성을 언급한 후 대한 독립 만세를 고창하면서 시위 행진을 하던 중 소이면 경찰관 주재소에 동지인 김을경(金乙卿)·이중곤(李重坤)이 검거되자 군중을 향하여 구금자 탈환에 다하자고 절규, 고무하는 등 활동을 벌이다가 피체되었다. 그 해 5월 22일 공주지방법원 청주지청에서 소위 소요 및 보안법 위반으로 징역 6개월형을 받고 공소하였으나, 7월 24일 경성복심법원과 10월 2일 고등법원에서 각각 기각, 형이 확정되어 옥고를 치렀고 1919년 11월, 출감하였다.
이후 1920년 1월 중순을 기하여 중화민국 둥베이 지방 지린 성 창춘과 중화민국 허베이 성 베이핑과 중화민국 광둥 성 광저우를 거쳐 중화민국 타이완 성 타이베이에서 일용직 노동을 종사하다가 타이베이를 등지고 중화민국 푸젠 성 푸저우를 거쳐 중화민국 장쑤 성 상하이에 건너가 한국독립당 초급행정자치위원을 1920년 11월에서 1933년까지 역임하였고 1933년에서 1946년까지 한국독립당 민족연대행정자치위원을 역임, 1946년에서 1948년까지 한국독립당 대표전임위원을 지냈으며 1948년에서 1970년 1월 8일까지 한국독립당 전임고문을 역임하였고 1970년 1월 8일을 기하여 한국독립당 탈당을 선언하였다.

### 사후
대한민국 정부에서는 그의 공훈을 기리고자 1993년 대한민국 대통령 표창장을 추서하였다.